# Emilio Ghione

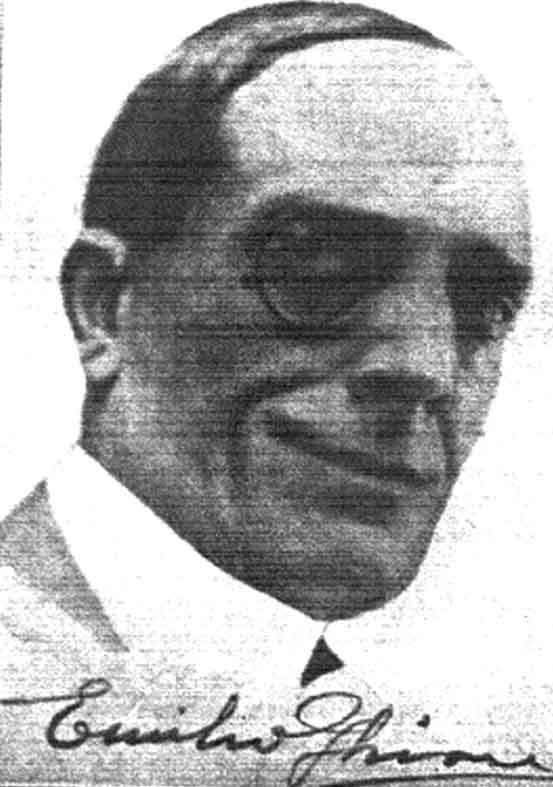
Emilio Ghione

Emilio Luigi Carlo Giuseppe Maria Ghione (* 30. Juli 1879 in Turin, Italien; † 7. Januar 1930 in Rom, ebenda) war ein italienischer Filmregisseur, Stummfilmschauspieler, Drehbuchautor, Filmproduzent und Schriftsteller, ein Veteran der italienischen Kinematographie.

## Leben und Wirken
Der Sohn des Malers Celestino Ghione trat zunächst in die Fußstapfen seines Vaters und leistete seinen Militärdienst in der Kavallerie. 1909 stieß Ghione zum Film, als für eine Produktion ein Reiter gesucht wurde. Anschließend verdingte er sich als Stuntman und erhielt winzige Rollen bei den Turiner Filmfirmen Aquila und Itala. 1911 wurde er bei Cines mit der Titelrolle des Franz von Assisi in dem dramatischen Heiligenfilmfresko San Francesco, il poverello di Assisi von Enrico Guazzoni groß herausgestellt. Zwischen 1912 und 1914 hatte er häufig die legendäre Stummfilmdiva Francesca Bertini in Filmen Baldassarre Negronis zur Partnerin, unter anderem in L’Histoire d’un Pierrot (1914). 1913 begann Ghione eigenständig Filme zu inszenieren, blieb aber auch weiterhin als Schauspieler aktiv und übernahm bei einer Reihe von Filmen anderer Regisseure die künstlerische Oberleitung.
Vor allem seine Mystery-Dramen um die Figur des Za la Mort, den er erstmals 1914 in dem Film Danzatrice della taverna nera vorstellte, waren in Italien große Publikumserfolge. Mit den Serials Il Triangolo Giallo (1917) und I Topi Grigi (1918) avancierte er zum bestbezahlten männlichen Star des frühen italienischen Films. Der Versuch, mit einem Za la Mort-Film auch in Deutschland Fuß zu fassen, endete 1924 in einem Fehlschlag. Ghione kehrte noch im selben Jahr nach Italien zurück und veröffentlichte kurz darauf seine Memoiren. Ebenfalls 1925 beendete Ghione seine Laufbahn als Regisseur und konzentrierte sich ganz auf eine Tätigkeit als Schriftsteller – bereits 1922 hatte er seinen ersten Roman, Le Maschere Bianche, veröffentlicht. Bald geriet der kränkelnde Turiner in starke finanzielle Schwierigkeiten, woraufhin die Mailänder Zeitung ‘Il torchio’ einen Fonds zur Unterstützung Ghiones einrichtete. 1928/29 kehrte er kurzzeitig zur Schauspielerei zurück und wirkte in mehreren Bühnenstücken mit. Zuletzt machte Ghione mit dem in Paris verfassten Buch ‘Le cinéma en Italie’ auf sich aufmerksam. Von Krankheit geschwächt, kehrte er nach Italien heim, wo er zum Jahresbeginn 1930 verstarb. In diesem Jahr erschien auch sein letzter Roman L'Ombra di Za La Mort.
Sein Sohn war der Filmproduzent Piero Ghione.

## Filmografie
als Schauspieler
- 1911: La Gerusalemme liberata
- 1911: San Francesco, il poverello di Assisi
- 1912: Idilio tragico
- 1912: Lacrime e sorrisi
- 1913: L’anima del demi-monde
- 1913: La Maestrina
- 1913: Tramonto
- 1913: L’arma dei vigliacchi
- 1913: In faccia al destino
- 1913: Terra promessa
- 1913: La gloria
- 1913: L’ultima carta
- 1914: Danzatrice della taverna nera
- 1914: Histoire d’un pierrot
- 1915: Anime buie
- 1915: La banda della cifre (drei Teile)
- 1915: Tresa
- 1915: Il naufragatore
- 1916: Don Pietro Caruso
- 1916: La grande vergogna
- 1916: Tormento gentile
- 1916: Un dramma ignorato
- 1917: Il numero 121
- 1917: L’ultima impresa
- 1917: Il triangolo giallo (vier Teile)
- 1918: I topi grigi (acht Teile)
- 1918: Nel gorgo
- 1919: Dollari e fraks
- 1920: L’ultima livrea
- 1920: I quattri tramonti
- 1920: Il quadrante d’oro
- 1921: Za la Mort contro Za la Mort
- 1923: Ultimissime della notte
- 1924: Zalamort
- 1925: La cavalcata ardente
- 1925: Die letzten Tage von Pompeji (Gli ultimi giorni di Pompeii)
- 1926: Senza padre

als Regisseur und Drehbuchautor
- 1913: Idolo infranto
- 1913: La cricca dorata
- 1914: Danzatrice della taverna nera (nur Regie)
- 1914: L’amazzone mascherata
- 1915: Anime buie
- 1915: La sposa della morte
- 1915: La banda della cifre (drei Teile)
- 1915: Tresa
- 1915: Il naufragatore
- 1916: Don Pietro Caruso (nur Regie)
- 1916: La grande vergogna
- 1916: Tormento gentile (nur Regie)
- 1916: Un dramma ignorato
- 1916: La rosa di Granada
- 1917: Il numero 121
- 1917: L’ultima impresa
- 1917: Il triangolo giallo (vier Teile)
- 1918: I topi grigi (acht Teile)
- 1918: Nel gorgo
- 1919: Dollari e fraks (auch Produktion)
- 1920: L’ultima livrea (auch Produktion)
- 1920: I quattri tramonti (auch Produktion)
- 1920: Il quadrante d’oro (auch Produktion)
- 1921: Za la Mort contro Za la Mort (auch Produktion)
- 1923: Ultimissime della notte (auch Produktion)
- 1924: Zalamort